# Helmut Siekmann
Helmut Siekmann (* 27. November 1947 in Velbert) ist ein deutscher Staatsrechtler und Volkswirt. 

## Leben
Parallel zu einem Studium der Rechtswissenschaft an der Universität zu Köln studierte er Volkswirtschaftslehre mit Abschluss Diplom-Volkswirt. Seine Promotion erfolgte 1982. Es folgte ein Ruf auf einen Lehrstuhl für Staatsrecht an der Ruhr-Universität Bochum. Im Jahr 2000 war Siekmann Dekan der juristischen Fakultät. Seit 2006 hat er an der Johann Wolfgang Goethe-Universität Frankfurt am Main den einzigen europäischen Lehrstuhl für Notenbankrecht inne, am Institute for Monetary and Financial Stability. Siekmann ist Ehrendoktor der Universität Paris-Dauphine.